# 도쿄 지하철 13000계 전동차
도쿄 지하철 13000계 전동차(일본어: 東京地下鉄13000系電車)는 2016년부터 운행하고 있는 도쿄 메트로 (이전 제도고속도교통영단)의 전동차로 기존에 운행중인 도쿄 지하철 03계 전동차를 대체하기 위해 도입되었다.
이 차량은 도부 철도 이세사키 선과의 직결 운행에 투입할 목적으로 제작되었다.
2014년 4월 도쿄 메트로에서 공식적으로 신차 도입을 공식 발표했다. 2015년 6월에 도부 철도 70000계 전동차와 함께 최초로 세부 사항을 발표했다. 2016년부터 2020년까지 44편성 308량을 순차별로 도입할 예정이다.
2016년 6월에 오사카부에 위치한 긴키 차량 공장에서 최초로 제작하기 시작했고, 같은 해 6월에 인도되었다.
2017년 3월 25일부터 최초로 운행에 들어갔다.

## 형성
- 도쿄 지하철 13000계 전동차의 경우 7량으로 구성되었다.[3]

| 호차             | 1      | 2      | 3      | 4      | 5      | 6      | 7      |
| ---------------- | ------ | ------ | ------ | ------ | ------ | ------ | ------ |
| 명칭             | CM2    | M1'    | M2'    | M3     | M2     | M1     | CM1    |
| 번호             | 130xx  | 136xx  | 135xx  | 134xx  | 133xx  | 132xx  | 131xx  |
| 무게 (톤)        | 35.0   | 33.4   | 33.6   | 35.4   | 33.3   | 33.5   | 34.9   |
| 수용 (합계/좌석) | 140/45 | 151/51 | 151/51 | 151/51 | 151/51 | 151/51 | 140/45 |

- 2호차, 4호차, 6호차의 경우 팬터그래프가 존재한다.[3]

## 현황
현재 운행 중인 차량은 가독성을 높이기 위해 굵은 글씨로 표시했다.
| 차호      | 도입 시기 | 운행 중단 시기 | 비고                                |
| --------- | --------- | -------------- | ----------------------------------- |
| 1301 편성 | 2016년    | 운행 중        | 도입초기에는 히비야선의 증차분이다. |
| 1302 편성 | 2016년    | 운행 중        | 도입초기에는 히비야선의 증차분이다. |
| 1303 편성 | 2017년    | 운행 중        |                                     |
| 1304 편성 | 2017년    | 운행 중        |                                     |
| 1305 편성 | 2017년    | 운행 중        |                                     |
| 1306 편성 | 2017년    | 운행 중        |                                     |
| 1307 편성 | 2017년    | 운행 중        |                                     |
| 1308 편성 | 2017년    | 운행 중        |                                     |
| 1309 편성 | 2017년    | 운행 중        |                                     |
| 1310 편성 | 2017년    | 운행 중        |                                     |
| 1311 편성 | 2017년    | 운행 중        |                                     |
| 1312 편성 | 2017년    | 운행 중        |                                     |
| 1313 편성 | 2017년    | 운행 중        |                                     |
| 1314 편성 | 2017년    | 운행 중        |                                     |
| 1315 편성 | 2017년    | 운행 중        |                                     |
| 1316 편성 | 2017년    | 운행 중        |                                     |
| 1317 편성 | 2018년    | 운행 중        |                                     |
| 1318 편성 | 2018년    | 운행 중        |                                     |
| 1319 편성 | 2018년    | 운행 중        |                                     |
| 1320 편성 | 2018년    | 운행 중        |                                     |
| 1321 편성 | 2018년    | 운행 중        |                                     |
| 1322 편성 | 2018년    | 운행 중        |                                     |
| 1323 편성 | 2018년    | 운행 중        |                                     |
| 1324 편성 | 2018년    | 운행 중        |                                     |
| 1325 편성 | 2018년    | 운행 중        |                                     |
| 1326 편성 | 2018년    | 운행 중        |                                     |
| 1327 편성 | 2018년    | 운행 중        |                                     |
| 1328 편성 | 2018년    | 운행 중        |                                     |
| 1329 편성 | 2018년    | 운행 중        |                                     |
| 1330 편성 | 2019년    | 운행 중        |                                     |
| 1331 편성 | 2019년    | 운행 중        |                                     |
| 1332 편성 | 2019년    | 운행 중        |                                     |
| 1333 편성 | 2019년    | 운행 중        |                                     |
| 1334 편성 | 2019년    | 운행 중        |                                     |
| 1335 편성 | 2019년    | 운행 중        |                                     |
| 1336 편성 | 2019년    | 운행 중        |                                     |
| 1337 편성 | 2019년    | 운행 중        |                                     |
| 1338 편성 | 2019년    | 운행 중        |                                     |
| 1339 편성 | 2019년    | 운행 중        |                                     |
| 1340 편성 | 2019년    | 운행 중        |                                     |
| 1341 편성 | 2019년    | 운행 중        |                                     |
| 1342 편성 | 2019년    | 운행 중        |                                     |
| 1343 편성 | 2020년    | 운행 중        |                                     |
| 1344 편성 | 2020년    | 운행 중        |                                     |
| 1345 편성 | 2020년    | 운행 중        |                                     |

## 차내 사진

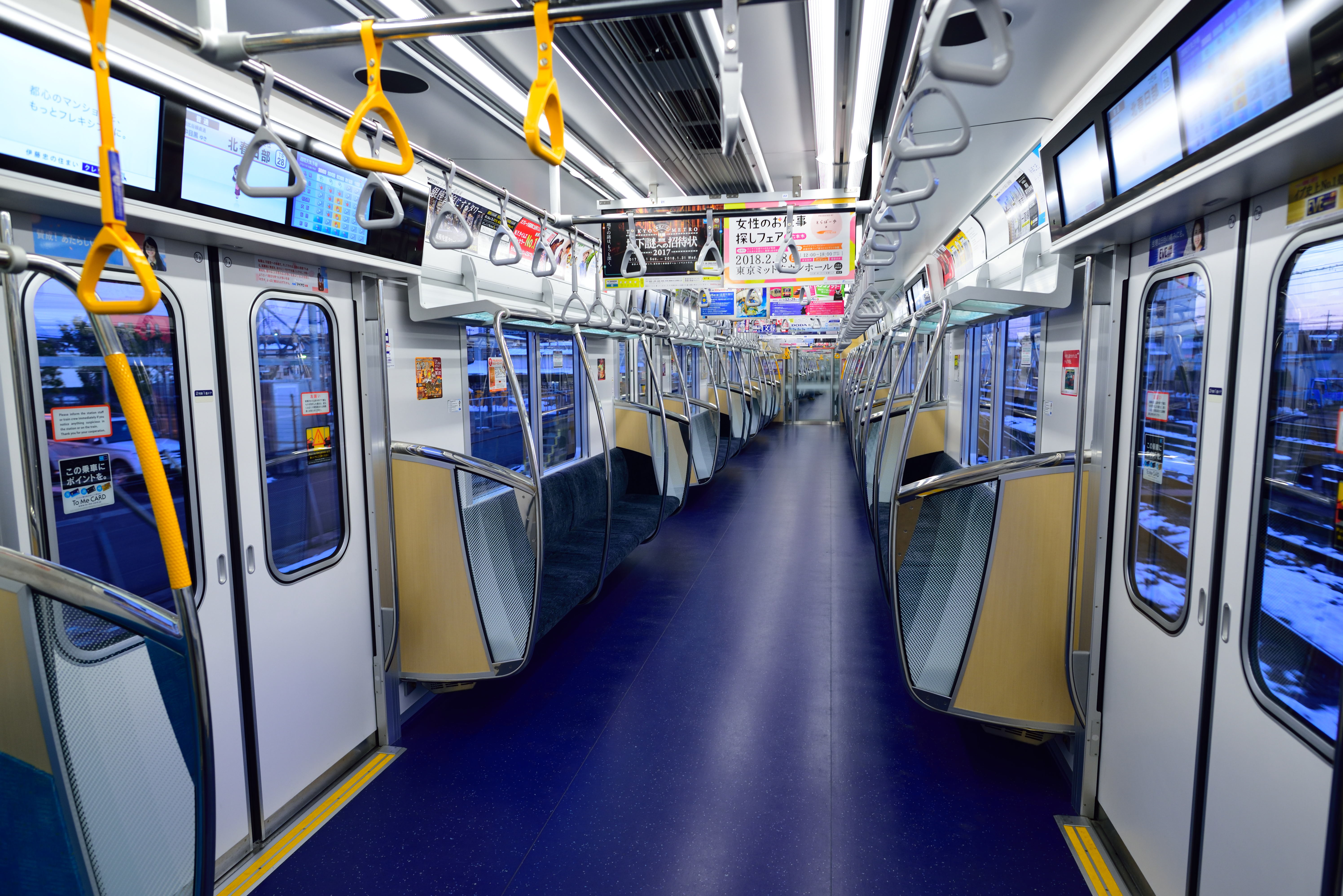
차내 내부
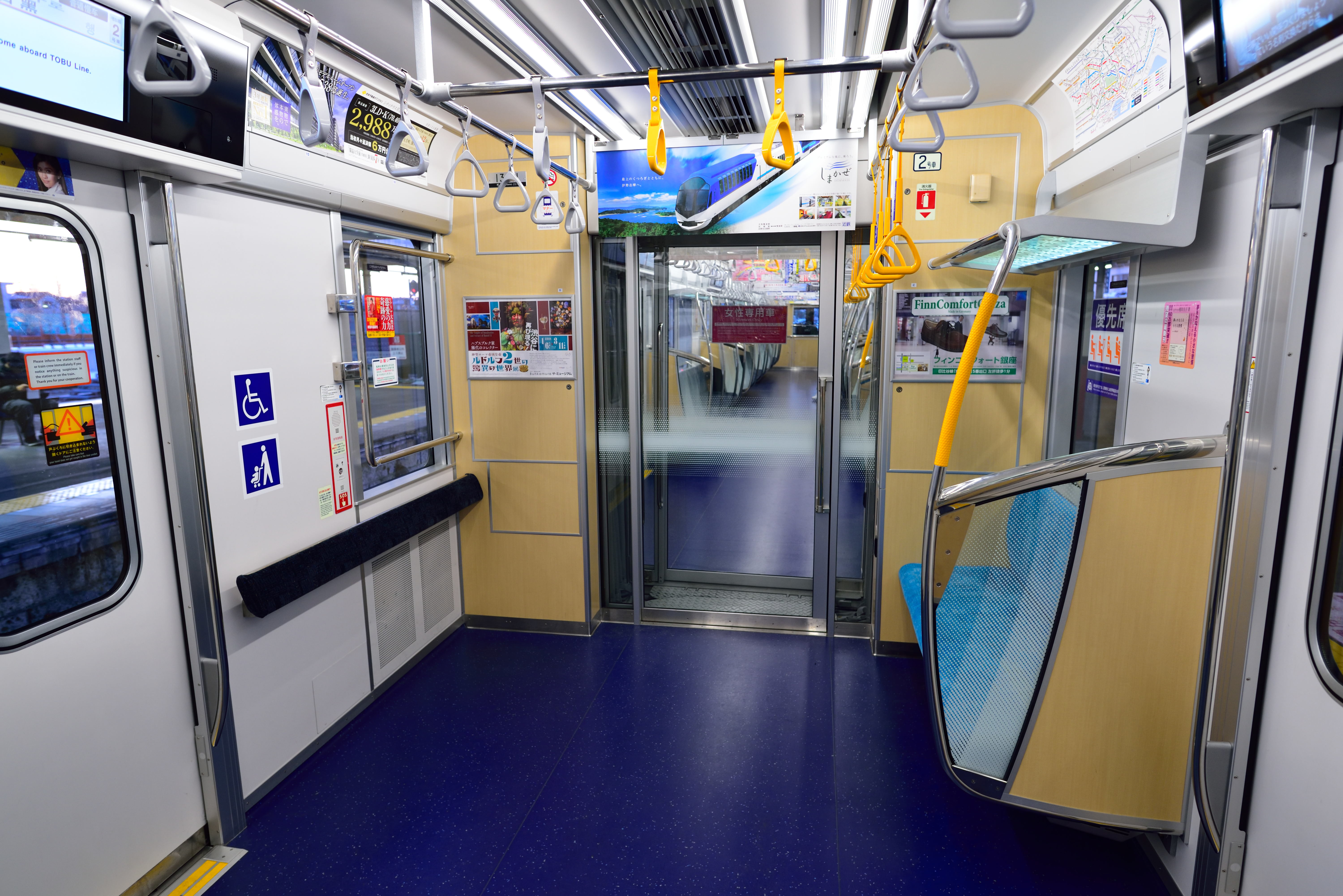
차내 내부
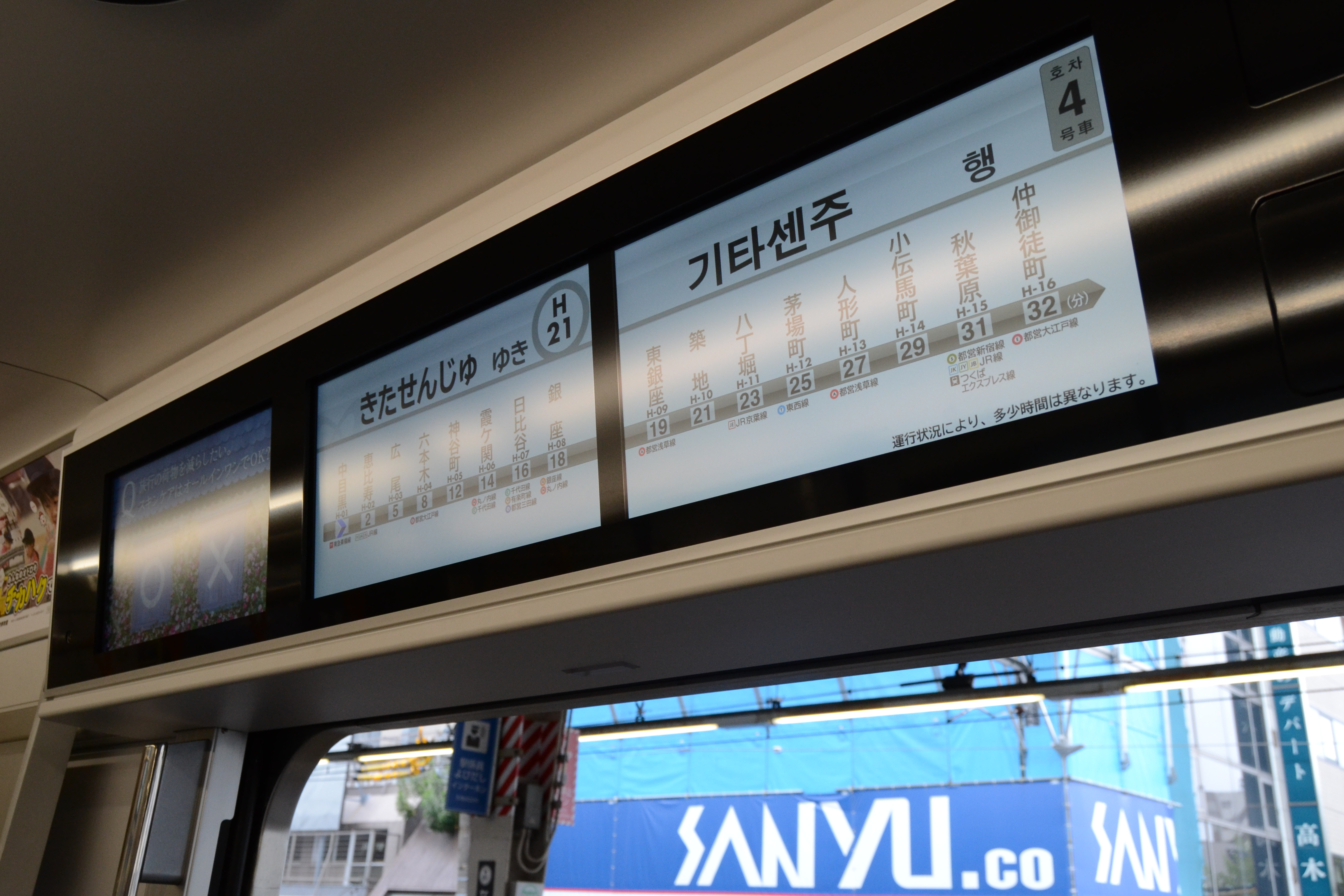
LCD 안내기